# Decoding COVID-19
Decoding COVID-19 es un documental de televisión estadounidense de la PBS que se estrenó el 13 de mayo de 2020. El documental examina la pandemia de COVID-19 de 2020 durante sus primeros seis meses, desde su inicio en los últimos meses de 2019 en Wuhan, China, hasta mayo de 2020.

## Sinopsis
El SARS-CoV-2 es un coronavirus que causa la enfermedad COVID-19 y ha sido responsable de una pandemia mundial. La película describe la historia del COVID-19 durante sus primeros seis meses, desde su inicio en los últimos meses de 2019 en Wuhan hasta mayo de 2020. La película también presenta la búsqueda de un tratamiento seguro y efectivo. Además, se describen detalles del efecto de la enfermedad en el cuerpo humano a nivel microscópico.
Según la productora de cine Julia Cort, "esta película va más allá de la enfermedad en sí misma, contando una historia profundamente humana de cooperación e innovación mientras los científicos e investigadores compiten para salvar vidas frente a un enemigo común". Según el productor Chris Schmidt, "esta película examina una serie alentadora de enfoques nuevos e innovadores que los científicos ahora están persiguiendo para aprovechar el sistema inmunológico para luchar. Y mostramos cómo los avances en genómica, combinados con un nuevo nivel de apertura para compartir datos y resultados entre expertos y funcionarios de salud en todo el mundo, han acelerado enormemente los esfuerzos ".  

## Participantes
El documental incluye a los siguientes participantes (ordenados alfabéticamente por apellido):
- Galit Alter, Ragon Institute of Massachusetts General Hospital, MIT, Harvard
- Dan Barouch, Ragon Institute of Massachusetts General Hospital, MIT, Harvard
- Nahid Bhadelia, Boston University School of Medicine
- Kizzmekia Corbett, National Institutes of Health (NIH)
- Ronald B. Corley, Boston University's National Emerging Infectious Diseases Laboratories (NEIDL)
- Rhiju Das, Stanford University
- Robert A. Davey, Boston University's National Emerging Infectious Diseases Laboratories (NEIDL)
- Michael Osterholm, University of Minnesota's Center for Infectious Disease Research and Policy
- David Pride, University of California, San Diego
- Liu Qi, 21-year-old university student who is among the first to contract the disease
- Craig Sechler, narrador
- Jeffrey Shaman, Columbia University
- Duane Wesemann, Harvard Medical School